# إباحية نسوية

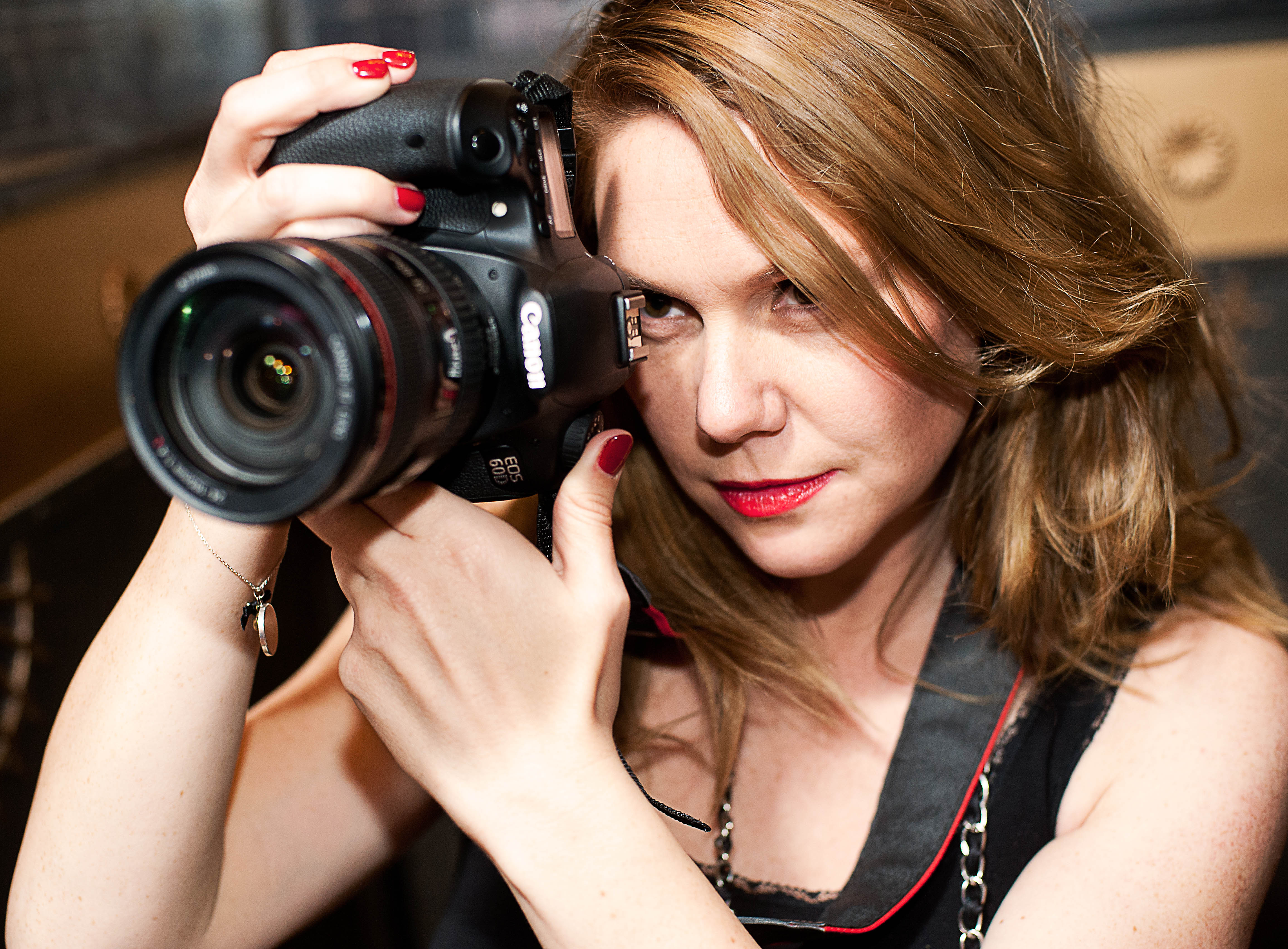

الإباحية النسوية صنف من الأفلام منتَج من قبل المخلصين لقضية المساواة بين الأنواع الاجتماعية أو لأجلهم، صُنع بهدف تشجيع النساء ليبحثهن عن حرياتهن من خلال الميول الجنسية والمساواة والمتعة. يتقبل العديد من نسويات الموجة الثالثة السعي للحرية وحقوق المساواة الجنسية عبر دخولهن في مجال عمل ترفيه البالغين. وعلى العكس، فإن كثيرًا من نسويات الموجة الثالثة لديهن عادةً إيمان راسخ بأن الاضطهاد الجنسي و/أو التشييء الجنسي للنساء ملازم لكل المواد الإباحية التي فيها نساء. أدى النزاع بين الموجتين النسويتين الثانية والثالثة إلى العديد من الصراعات بين النسويات صاحبات هاتين النظرتين المختلفتين.
ناقشت النسويات الإباحية منذ بدء حركة النساء. كان النقاش محتدمًا بشكل خاص في فترة الحروب الجنسية النسوية في ثمانينيات القرن العشرين. رغم عدم وجود عمل معين يعد النموذج الأساسي للإباحية النسوية، فقد بدأت الإباحية النسوية في ثمانينيات القرن العشرين. كسب اتحاد الإباحية النسوية المعاصرة زخمًا في العقد الأول من القرن الحادي والعشرين بسبب جوائز الإباحية النسوية التي قدمها متجر «حسنًا لها» في تورنتو عام 2006، والذي قدم الإباحية النسوية للمجتمع. نشرت جوائز الإباحية النسوية الوعي تجاه الإباحية النسوية لجمهور أكبر، وبتغطية إعلامية زائدة، وساعدت في توحيد مجتمع صانعي الأفلام، والممثلين، والجماهير. للإباحية النسوية العديد من الأفكار والتعاريف.
تريستان تاورمينو مثقفة جنسية، وممثلة إباحية نسوية، ومحررة مساعدة في كتاب الإباحية النسوية، وهي تعرف الإباحية النسوية بأنها مختصة بالمساواة بين الأنواع الاجتماعية والعدالة الاجتماعية. الإباحية النسوية هي أعمال إباحية منتجة بطريقة عادلة، يدفع فيها للممثلين رواتب معقولة ويعاملون بعناية وتقدير، رضاهم وسلامتهم وصحتهم أمور جوهرية، وما يقدمونه للعمل المنتج أمر يجري تقديره. تسعى الإباحية النسوية لتحدي الأفكار الشائعة عن الرغبة، والجمال، والإشباع الجنسي، والقوة عبر استخدام ما هو غير تقليدي من حيث التمثيل والجماليات وأساليب صناعة الأفلام. الهدف الكلي من الإباحية الجنسية هو تمكين الممثلين الذين ينتجونها والأشخاص الذين يرونها.

## خلفية تاريخية

### النساء في المجال
حللت دراسة أجريت عام 2012 بعنوان «لماذا تصبحين ممثلة إباحية؟» ممثلات الأفلام الإباحية وأسبابهن لاختيار المهنة، ووجدت أن الأهداف الرئيسية تمثلت في جني المال (53%) والجنس (27%) والاهتمام (16%). عددت اللواتي أجريت عليهن الدراسة أيضًا الجوانب التي لا يحببنها في العمل. وشملت هذه الجوانب الأشخاص المتعلقين بالمجال (كالزملاء والمخرجين والمنتجين ووكلاء الأعمال) الذين كانت «تصرفاتهم وسلوكهم وقلة نظافتهم يصعب التعامل معها ضمن بيئة عملهن» أو الذين كانوا عديمي الأخلاق أو غير مهنيين (39%)، بالإضافة إلى مخاطر الأمراض المنتقلة بالجنس (29%)، والتعرض للاستغلال في مجال العمل (20%).

### صعود الإباحية النسوية
يقل احتمال تصوير إباحية نسوية بسبب عدم وجود طلب من الجمهور الذي معظمه من الذكور. يعتمد حجم مجال ترفيه البالغين على تفضيلات معظم مشاهديه، ما يخلق حاجةً لممثلات يافعات ومثيرات جنسيًّا بشكل طاغٍ. تضع الزيادة في هذه الوسائط السائدة المنتجة بشكل هائل ممثلات ومنتجات الإباحية النسوية في موقع ضعيف. ولكن رواج المعدات التي يمكن استخدامها أمام الكاميرا كالقضيب الاصطناعي الذي يمكن ارتداؤه والذي يستخدم من قبل النساء ولأجل متعتهن أثناء الممارسة الجنسية قد سمح بمزيد من الاستقلالية (الوكالة) للنساء في المجال. تُعد آني سبرينكل من الأمثلة على امرأة اختارت المشاركة في العديد من أشكال الإباحية النسوية لمواجهة رجوح كفة ميزان الإباحية الأبوية السائدة. تحتوي الأفلام التي تمثل فيها سبرينكل مشاهد لها وهي تصل للنشوة الجنسية بدلًا من شركائها على الشاشة من الذكور.
تقول المخرجة والكاتبة ميس نوتي إن «الإباحية النسوية تسعى لاستعادة مساحة الوسائط الجنسية، بتقديمها طريقةً أكثر إيجابية وأكثر شمولًا لتصوير الجنس والنظر إليه». وفقًا لـ تريستان تاورمينو، «تستجيب الإباحية النسوية للصور السائدة بصور بديلة وتخلق بنفس الوقت صورها الأيقونية الخاصة».